# Moon Express

Logotipo da Moon Express.

Moon Express, ou MoonEx, é uma empresa em estágio inicial de capital fechado constituída por um grupo do Vale do Silício e empresários espaciais, com o objetivo de ganhar o Google Lunar X Prize, posteriormente, a mineração da Lua para os recursos com valor econômico.

## Missões planejadas

### Contrato inicial
A Moon Express recebeu um contrato da NASA para a compra de dados que pode valer até 10 milhões de dólares. A Moon Express também tem uma parceria com a NASA através de um acordo Reimbursable Space Act Agreement que permitiu a Moon Express a investir mais de 500 mil dólares para a comercialização de tecnologia desenvolvida pela NASA.

### Google Lunar X Prize
A empresa é também um concorrente no Google Lunar X Prize. Havia 33 grupos concorrentes para o Google Lunar X Prize. Este prêmio no valor de 20 milhões de dólares para a primeira equipe a colocar uma sonda na Lua e entregar dados, imagens e vídeo a partir do local do pouso e a 500 metros de distância em dezembro de 2015. O Tratado do Espaço Exterior, de 1967, ratificado por 100 nações, incluindo os Estados Unidos, proíbe os países de reivindicar soberania sobre qualquer parte da Lua, mas não impede que as empresas privadas de construção façam reivindicações na Lua. A mineração poderia cair sob parâmetros legais semelhantes como a pesca em águas internacionais.

### Outros planos de missão
Além da participação no Google Lunar X Prize, com um "demonstrador de tecnologia de voo inaugural" planejado em 2015, a Moon Express está planejando colocar dois telescópios na Lua até pelo menos em 2018. O plano prevê a colocação de radiotelescópios ambos com 2 metros, bem como um telescópio óptico no lado oculto da Lua. O local de preferência, desde julho de 2013 é a 5 quilômetros da cratera Malapert.